# Лукьяново (Дмитровский городской округ)

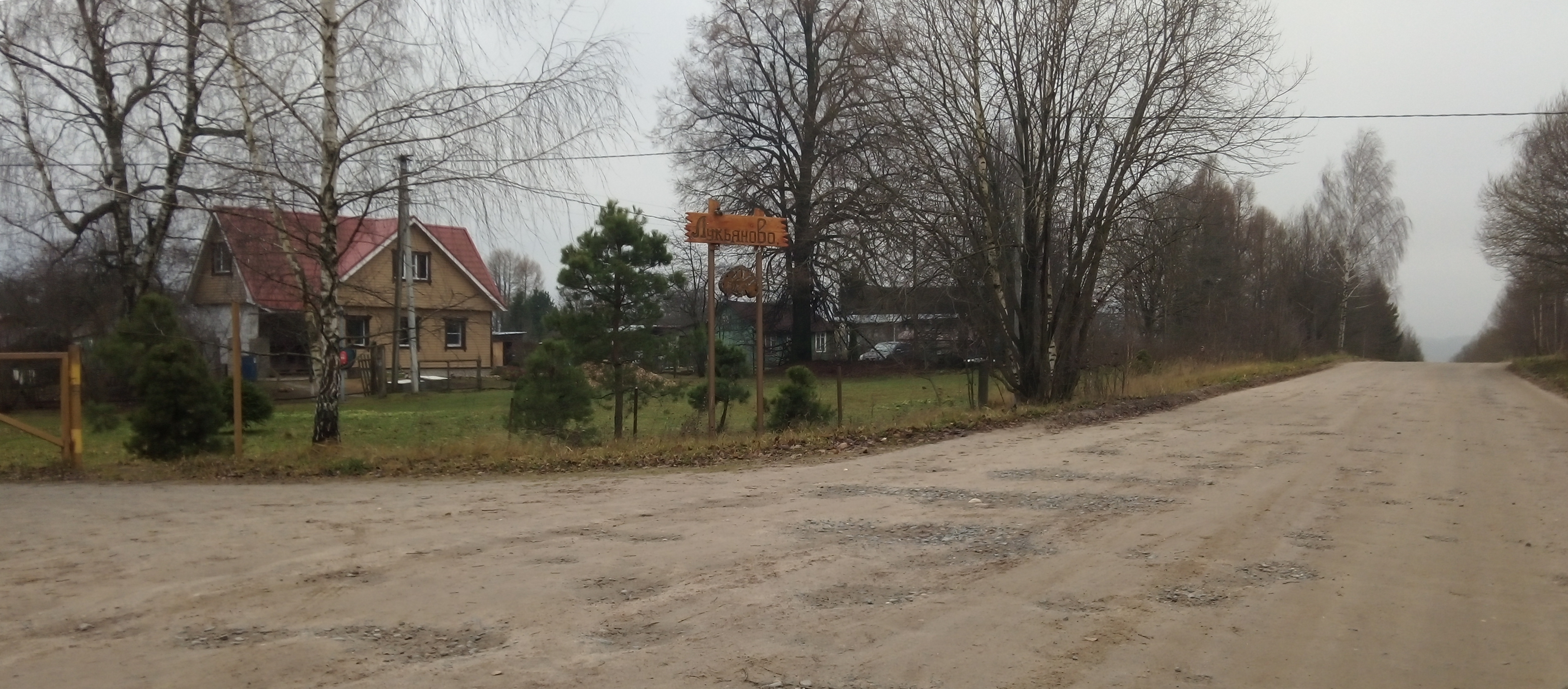
Ноябрь.2019.

Лукьяново — деревня в Дмитровском районе Московской области, в составе сельского поселения Синьковское. Население — 0 чел. (2010). До 1954 года — центр Лукьяновского сельсовета. В 1994—2006 годах Лукьяново входило в состав Кульпинского сельского округа.

## Расположение
Деревня расположена в западной части района, недалеко от границы с Солнечногорским, примерно в 26 км к западу от Дмитрова, на возвышенности, высота центра над уровнем моря 224 м. Ближайшие населённые пункты — Шулепниково на юге, Головино на юго-востоке и Демьяново на северо-западе.

## Население
| 2002 | 2006 | 2010 |
| ---- | ---- | ---- |
| 11   | ↘1   | ↘0   |